# استریتور (ایلینوی)
استریتور، ایلینوی (به انگلیسی: Streator, Illinois) یک شهر در ایالات متحده آمریکا با جمعیت ۱۳٬۷۱۰ نفر است که در ایلی‌نوی واقع شده‌است.

## موقعیت جغرافیایی
موقعیت جغرافیایی شهرها و مناطق اطراف به شرح زیر است: